# Tiếng Chatino cao nguyên
Tiếng Chatino cao nguyên là một trong những ngôn ngữ Trung bộ châu Mỹ bản địa nằm trong nhóm Chatino thuộc ngữ hệ Oto-Mangue. Phương ngữ của ngôn ngữ này khá đa dạng; Ethnologue 16 đếm ra ba nhóm phương ngữ như sau:
- Chatino cao nguyên Đông (phương ngữ Lachao-Yolotepec)
- Chatino Tây (phương ngữ Yaitepec, Panixtlahuaca, và Quiahije)
- Chatino Nopala

Các phương ngữ lân cận giữa ba nhóm này có thể được hiểu biết lẫn nhau khoảng 80%; sự đa dạng giữa ba phương ngữ của tiếng Chatino Tây gần lớn như nhau.

## Ngữ âm

### Tiếng Chatino Yaitepec
Tiếng Chatino Yaitepec có các phụ âm âm vị như sau (Rasch 2002):
|          |                              | Môi-môi | Lợi      | Lợi | Ngạc cứng | Ngạc mềm | Ngạc mềm | Thanh hầu | Thanh hầu | Thanh hầu |
| đơn giản | vh.                          | Môi-môi | đơn giản | mh. | Ngạc cứng | đơn giản | mh.      | vh.       |           |           |
| -------- | ---------------------------- | ------- | -------- | --- | --------- | -------- | -------- | --------- | --------- | --------- |
| Tắc      | vô thanh                     | p       | t        |     | c         | k        | kʷ       | ʔ         |           |           |
| Tắc      | hữu thanh                    |         | d        |     | ɟ         | ɡ        | ɡʷ       |           |           |           |
| Tắc-xát  | vô thanh                     |         | t͡s       |     | t͡ʃ        |          |          |           |           |           |
| Tắc-xát  | hữu thanh                    |         | d͡z       |     |           |          |          |           |           |           |
| Xát      | vô thanh                     |         | s        |     | ʃ         |          |          | h         | hʷ        | hʲ        |
| Xát      | hữu thanh                    |         | z        |     | ʒ         |          |          |           |           |           |
| Mũi      | đơn giản                     | m       | n        | nʲ  |           |          |          |           |           |           |
| Mũi      | thêm âm thanh hầu đứng trước |         | ʔn       | ʔnʲ |           |          |          |           |           |           |
| Bên      | Bên                          |         | l        | lʲ  |           |          |          |           |           |           |
| Rhotic   | Rhotic                       |         | ɾ        |     |           |          |          |           |           |           |
| Tiếp cận | đơn giản                     |         |          |     | j         |          | w        |           |           |           |
| Tiếp cận | thêm âm thanh hầu đứng trước |         |          |     | ʔj        |          | ʔw       |           |           |           |

- Các âm /d͡z, ʒ/ hiếm khi được sử dụng.
- Các âm xát khác /ð, ɣ/ có thể xuất hiện trong từ mượn tiếng Tây Ban Nha.
- /hʷ/ phát âm là một âm môi-răng [f] khi đứng trước phụ âm.
- Các âm mũi phát âm là [n̩, m̩] khi đứng trước phụ âm.
- Âm /m/ cũng có thể được viết là nw về mặt chính tả. Chữ cái này phát âm là [ŋʷ] khi đứng trước /k/; mặt khác nó phát âm là [m].
- /w/ có thể được phát âm [β] khi đứng trước âm /j, i, e/ hoặc tại vị trí đầu từ.
- /n/ đồng hóa thành [ŋ] khi đứng trước phụ âm vòm mềm /k, ɡ/.
- /k/ phát âm là [kʲ] khi đứng trước /e/.
- /j/ phát âm là [j̊] khi đứng trước một phụ âm vô thanh.

|       | Trước | Trước | Giữa | Sau | Sau |
| miệng | mũi   | miệng | Giữa | mũi |     |
| ----- | ----- | ----- | ---- | --- | --- |
| Đóng  | i     | ɪ̃     |      | u   | ũ   |
| Giữa  | e     | ɛ̃     | (ə)  | o   | ɔ̃   |
| Mở    |       |       | a    |     |     |

- Một âm schwa bổ sung [ə] được phát âm giữa phụ âm.

Rasch (2002) phân tích mười thanh điệu: bốn thanh điệu cấp cao /˥/, giữa /˦/, thấp-giữa /˨/, và thấp /˩/; hai thanh điệu cao dần /˦˥/ và /˨˦/; và ba thanh điệu thấp dần /˥˦/, /˦˨/, /˨˩/, cũng như thanh /˦˩/ (thanh này hạn chế sử dụng), tìm thấy trong một số từ vựng và dạng động từ hoàn chỉnh.

## Chữ cái
Có nhiều bảng chữ cái thực tế cho tiếng Chatino, hầu như dựa trên bảng chữ cái tiếng Tây Ban Nha. Tiêu biểu là ⟨x⟩ = /ʃ/, ⟨ch⟩ = /tʃ/, và /k/ được phát âm là ⟨c⟩ trước nguyên âm sau và ⟨qu⟩ trước nguyên âm trước.
Trong tiếng Chatino Quiahije, và có lẽ hầu hết các phương ngữ tiếng Chatino cao nguyên, các chữ hoa hướng lên A–L được dùng làm thanh điệu trong từ vựng: ᴬ ᴮ ꟲ ᴰ ᴱ ꟳ ᴳ ᴴ ᴵ ᴶ ᴷ ᴸ, với các chữ cái bổ sung (M và S hướng lên trên) cho liên thanh.